# رهایش کن
«رهایش کن» (به انگلیسی: Let It Go) ترانه‌ای از هنرمند اهل ایالات متحده آمریکا آدینا منزل است که در ۲۵ نوامبر ۲۰۱۳ منتشر شد. این آهنگ برای انیمیشن منجمد ساخته شده و به همین علت محبوبیت دو چندان پیدا کرد.
این ترانه در چارت‌های در رتبه اول و در چارت‌های، جزو ده ترانه اول قرار گرفت.

## نسخه دمی لواتو
تصمیم به انتشار تک آهنگ برای "Let It Go" پس از نگارش این آهنگ گرفته شد و به دیزنی ارائه شد. کریستن اندرسون-لوپز و رابرت لوپز خواننده آمریکایی و ستاره سابق کانال دیزنی، دمی لوواتو، که در فهرست آثار هالیوود رکوردز نیز دیده می‌شود را برای بازخوانی این ترانه در آلبوم موسیقی متن فیلم انتخاب کردند.